# Chi Diều trắng
Chi Diều trắng (tên khoa học Elanus) là một chi chim trong họ Accipitridae. Bao gồm 4 loài chim diều có kích thước trung bình (200-400 gram). Săn các loài gặm nhấm và các động vật nhỏ khác.

## Các loài
- Elanus axillaris: Diều trắng vai đen
- Elanus caeruleus: Diều trắng cánh đen
- Elanus leucurus: Diều trắng đuôi trắng
- Elanus scriptus: Diều trắng cánh chữ

## Hình ảnh

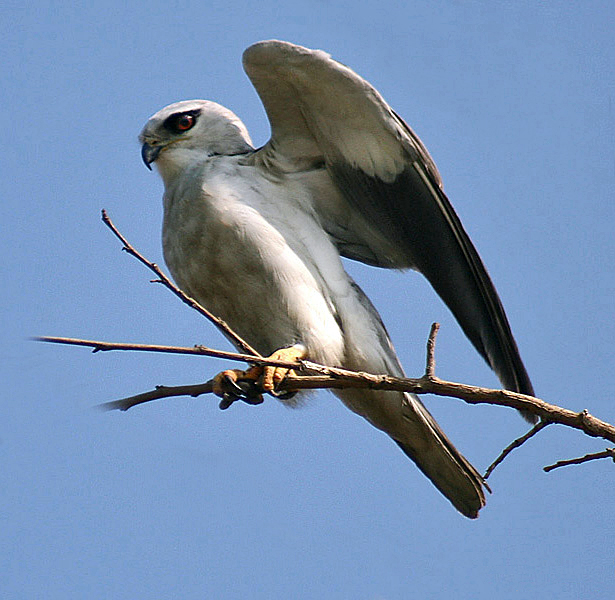
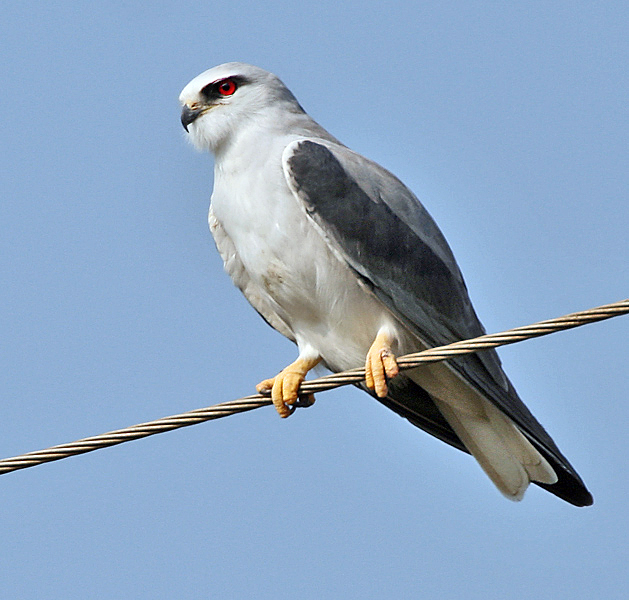
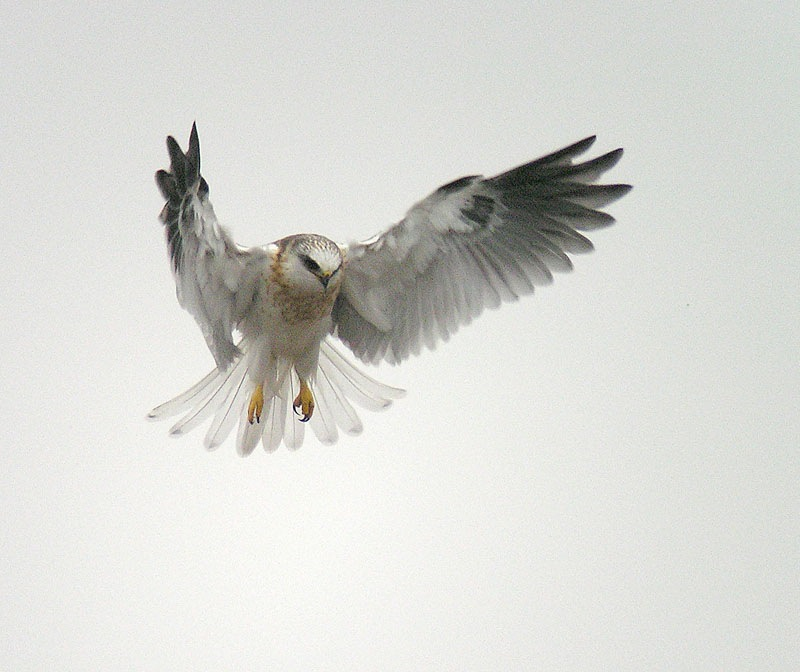
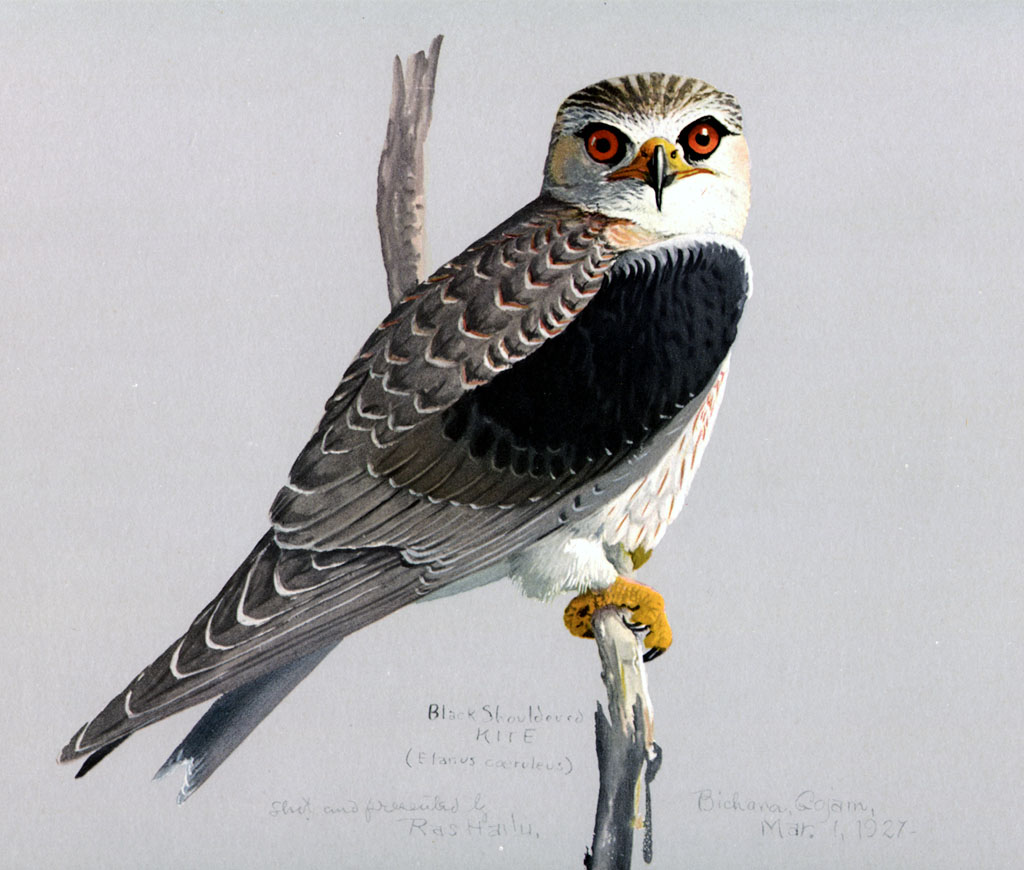
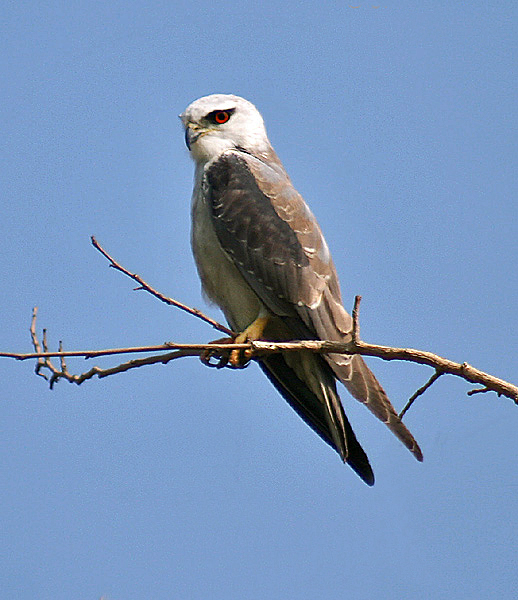
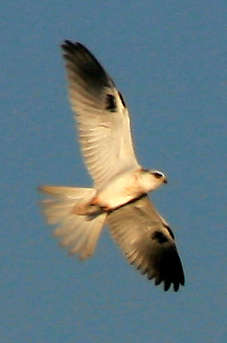
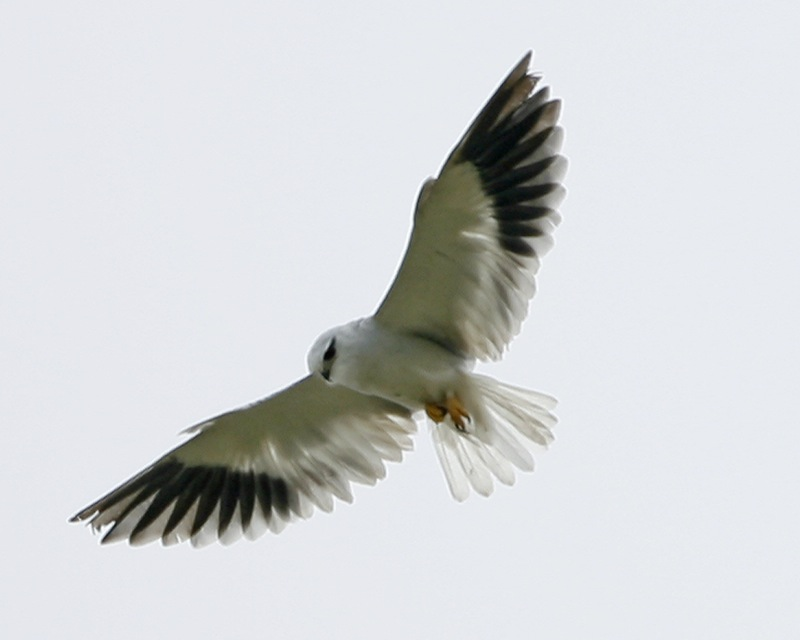